# Sharon (Connecticut)
Sharon es un pueblo ubicado en el condado de Litchfield en el estado estadounidense de Connecticut. En 2005 tenía una población de 3 052 habitantes y una densidad poblacional de 20 personas por km².

## Geografía
Sharon se encuentra ubicada en las coordenadas 41°51′38″N 73°26′55″O / 41.86056, -73.44861.

### Comunidades Principales
- Amenia Union
- Ellsworth
- Sharon center
- Sharon Valley

## Demografía
Según la Oficina del Censo en 2000 los ingresos medios por hogar en la localidad eran de $53 000, y los ingresos medios por familia eran $71 458. Los hombres tenían unos ingresos medios de $42 841 frente a los $31 375 de las mujeres. La renta per cápita para la localidad era de $45 418. Alrededor del 7,2% de la población estaba por debajo del umbral de pobreza.
Había 1.246 casas de las cuales 25.8% tenían niños menores de edad que vivían con ellos, el 51,9% eran parejas casadas que viven juntas, el 7.5% tenían una cabeza de familia femenina sin presencia del marido y el 37.8% no eran familias. El 31,1% de todas las casas estaban compuestas de una sola persona y el 13.2% tenían a alguna persona anciana de 65 años de edad o más.
En la ciudad se separó la población, con un 21.3% bajo edad de 18 años, un 4.2% de 18 a 24 años, un 24.4% de 25 a 44, el 29.1% de 45 a 64, y el 21,0% tiene 65 años de edad o más. La edad media era de 45 años. Para cada 100 mujeres había 94 0 hombres. Por cada 100 mujeres mayores de 18 años, había 92 2 hombres.